# Kone (volcan)
Pour les articles homonymes, voir Kone et Gariboldi.
Le Kone ou Gariboldi est un volcan d'Éthiopie.